# 1819 en Italie
Chronologie de l'Italie
- 1815
- 1816
- 1817
- 1818
- 1819
- 1820
- 1821
- 1822
- 1823

## Événements
- Avril, Italie : le général Guglielmo Pepe, membre des Carbonari, arme les propriétaires de la province d’Avellino et de Foggia contre les brigands[1].
- 17 décembre: le nouvel observatoire astronomique de Naples entre en activité[2]. L'astronome Carlo Brioschi effectue la première observation en mesurant la position de l'étoile alpha Cassiopeiae.

## Culture

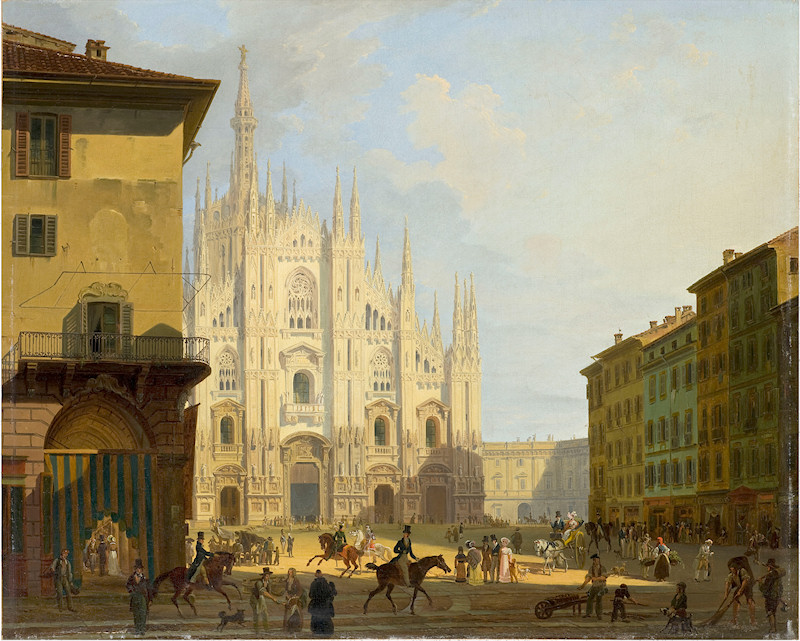
La Veduta di piazza del Duomo in Milano de Giovanni Migliara.

### Opéras créés en 1819
- 26 janvier : création de Gl'Illinesi, opéra de Francesco Basili, livret de Felice Romani, au Teatro alla Scala de Milan ;
- 3 février : Semiramide riconosciuta, opéra de Giacomo Meyerbeer, créé au Teatro regio de Turin ;
- 27 mars : Ermione, opéra de Gioachino Rossini, livret d'Andrea Leone Tottola, créé au Teatro San Carlo de Naples ;
- 12 avril : Il falegname di Livonia, opéra de Giovanni Pacini, créé à la Scala de Milan ;
- 26 juin : Emma di Resburgo, opéra de Giacomo Meyerbeer, créé au Théâtre San Benedetto de Venise ;
- 24 octobre : La donna del lago, opéra de Gioachino Rossini sur un livret d'Andrea Leone Tottola inspiré du roman La Dame du lac de Walter Scott, créé au Teatro San Carlo de Naples ;
- 22 décembre : Olympie, opéra en trois actes de Gaspare Spontini sur un livret de Michel Dieulafoy et Charles Brifaut, directement inspiré de la pièce éponyme de Voltaire, créé à l'Opéra de la rue Richelieu à Paris[3] ;
- 26 décembre : Pietro il grande, Kzar delle Russie opéra de Gaetano Donizetti, créé au Teatro San Samuele de Venise ;
- 26 décembre : Bianca e Falliero, ossia Il consiglio dei tre (Bianca et Falliero, ou le conseil des trois), opera seria (melodramma) en deux actes de Gioachino Rossini, livret en italien de Felice Romani, inspiré par la pièce d'Antoine-Vincent Arnault, Les Vénitiens, ou Blanche et Montcassin, créé au Teatro alla Scala de Milan.

## Naissances en 1819
- 6 janvier : Baldassare Verazzi, peintre. († 18 janvier 1886).
- 7 mars : Antonio Araldi, général et un homme politique. († 9 janvier 1891)
- 5 mai : Achille De Bassini, chanteur d’opéra (baryton). († 3 juillet 1881)
- 28 juin : Carlotta Grisi, danseuse, créatrice du rôle-titre du ballet Giselle, écrit par Adolphe Adam et Théophile Gautier. († 20 mai 1899)
- 4 octobre : Francesco Crispi, homme politique du royaume d'Italie, président du Conseil de 1887 à 1891, puis de 1893 à 1896. († 12 août 1901).
- 20 octobre : Giovanni Battista Garberini, peintre et sculpteur. († 1896)
- 8 novembre : Pompeo Marino Molmenti, peintre. († 17 décembre 1894)
- 9 novembre : Annibale De Gasparis, astronome et mathématicien. († 21 mars 1892).

## Décès en 1819
- 4 juin : Santo Cattaneo, 79 ans, peintre, actif à Brescia pendant la période néoclassique. (° 8 août 1739).
- 25 août : Paolo Borroni, peintre. (° 1749)
- 6 octobre : Charles-Emmanuel IV de Sardaigne, 68 ans, Roi de Sardaigne, Prince de Piémont et Duc de Savoie de 1796 à 1802 (° 24 mai 1751)